# Most Lajkonik 2
Most Lajkonik 2 – tymczasowy most na Wiśle wybudowany w Krakowie celem odciążenia ruchu samochodowego na moście Powstańców Śląskich w 1998 r. i zdemontowany w 2002 r. po oddaniu do użytku mostu Kotlarskiego.

## Historia mostu
Most ten – jako wojskowy most składany typu DMS-65 – został przeniesiony z okolicy mostu Dębnickiego, gdzie stał pod nazwą Lajkonik i również miał charakter tymczasowy. Miał 153 m długości i oparty był na 3 podporach. Most funkcjonował od 15 kwietnia 1999 do 31 marca 2002, kiedy to po oddaniu do użytku mostu Kotlarskiego ponownie go zdemontowano i zwrócono wojsku.
Podobna konstrukcja przenośnego mostu kolejowego została zakupiona w Bydgoszczy od Wojska Polskiego i posłużyła do budowy mostu Wandy.

## Twórcy mostu
Inwestor
- Zarząd Dróg i Komunikacji w Krakowie

Wykonawcy
- 2 Małopolski Pułk Komunikacyjny Ziemi Niżańskiej, Nisko
- przedsiębiorstwo budowlano-usługowe „Gomibud” sp. z o.o.
- przedsiębiorstwo „Polwar”, Gdańsk
- przedsiębiorstwo budowy dróg i mostów „Mosty” sp. z o.o, Chrzanów